# Cheilanthes incisa
Cheilanthes incisa là một loài dương xỉ trong họ Pteridaceae. Loài này được Kunze mô tả khoa học đầu tiên năm 1859.